# Chrysopilus pilosus
Chrysopilus pilosus är en tvåvingeart som beskrevs av Emery Clarence Leonard 1930. Chrysopilus pilosus ingår i släktet Chrysopilus och familjen snäppflugor. Inga underarter finns listade i Catalogue of Life.